# Gare de Vendeuvre (Aube)
Pour les articles homonymes, voir Vendeuvre (homonymie).
La gare de Vendeuvre (Aube) est une gare ferroviaire française de la ligne de Paris-Est à Mulhouse-Ville, située à proximité du centre-ville, sur le territoire de la commune de Vendeuvre-sur-Barse, dans le département de l'Aube, en région Grand Est.
C'est une gare de la Société nationale des chemins de fer français (SNCF), desservie par des trains régionaux TER Grand Est.

## Situation ferroviaire
Établie à 167 m d'altitude, la gare est située au point kilométrique (PK) 198,965 de la ligne de Paris-Est à Mulhouse-Ville, entre les gares ouvertes de Troyes et de Bar-sur-Aube.

## Fréquentation
De 2015 à 2024, selon les estimations de la SNCF, la fréquentation annuelle de la gare s'élève aux nombres indiqués dans le tableau ci-dessous.
| Année     | 2015   | 2016   | 2017   | 2018   | 2019   | 2020   | 2021   | 2022   | 2023   | 2024   |
| --------- | ------ | ------ | ------ | ------ | ------ | ------ | ------ | ------ | ------ | ------ |
| Voyageurs | 43 824 | 36 815 | 38 538 | 38 423 | 44 126 | 31 182 | 35 792 | 52 886 | 61 877 | 66 757 |

## Service des voyageurs

### Accueil
C'est une gare SNCF disposant d'un bâtiment voyageurs (ouvert du lundi au vendredi, sauf jour férié), mais non équipée d'un guichet ; cependant, des automates permettent l'achat de titres de transport TER.

### Desserte
La gare est desservie par des trains TER Grand Est, notamment sur la relation de Paris-Est à Culmont-Chalindrey, Belfort ou Mulhouse-Ville.

### Intermodalité
Un parking est aménagé. Elle est desservie par des cars des lignes TER Grand Est.

### Photos

Abri de la gare de Vendeuvre
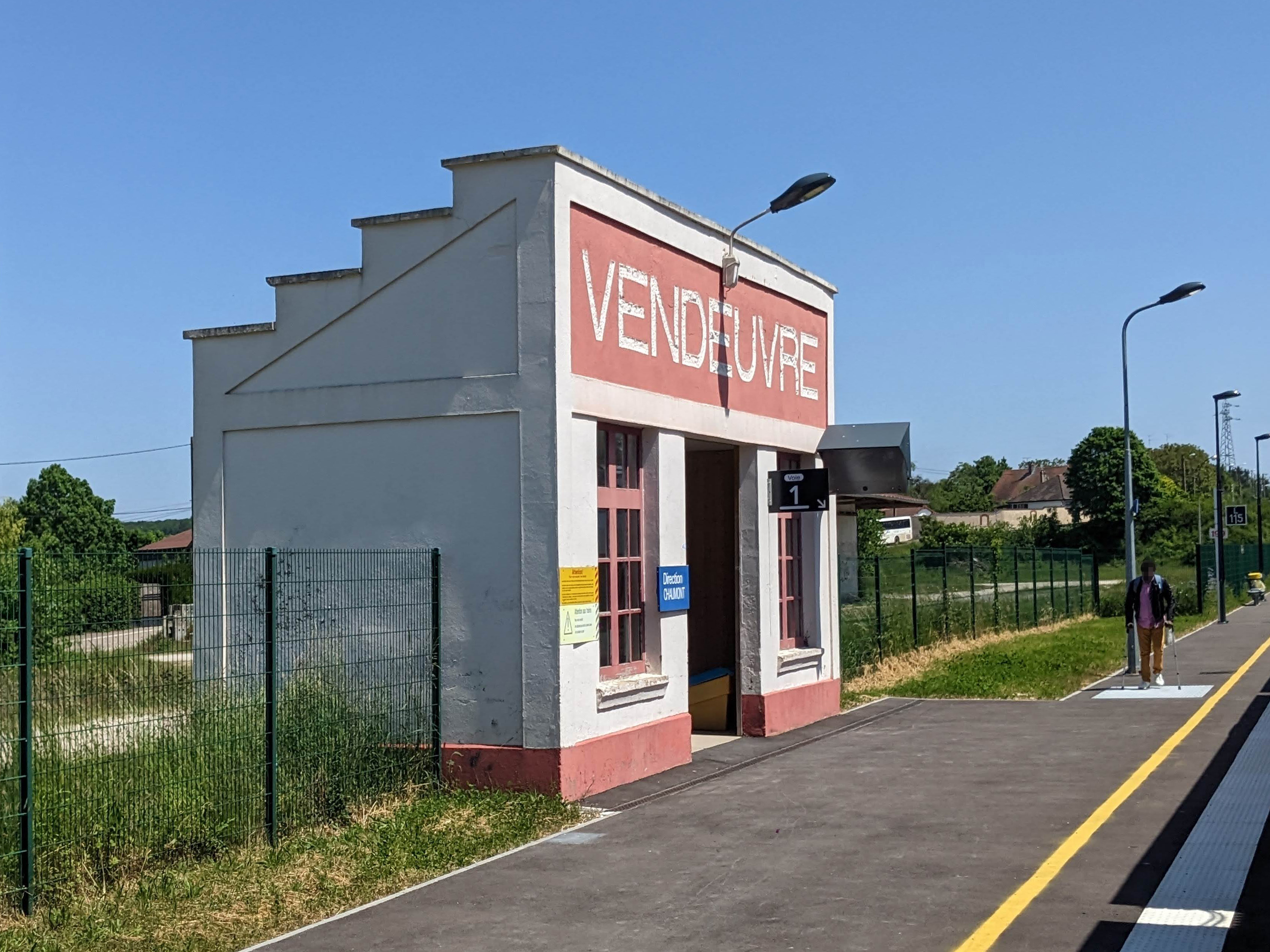
Abri gare de Vendeuvre
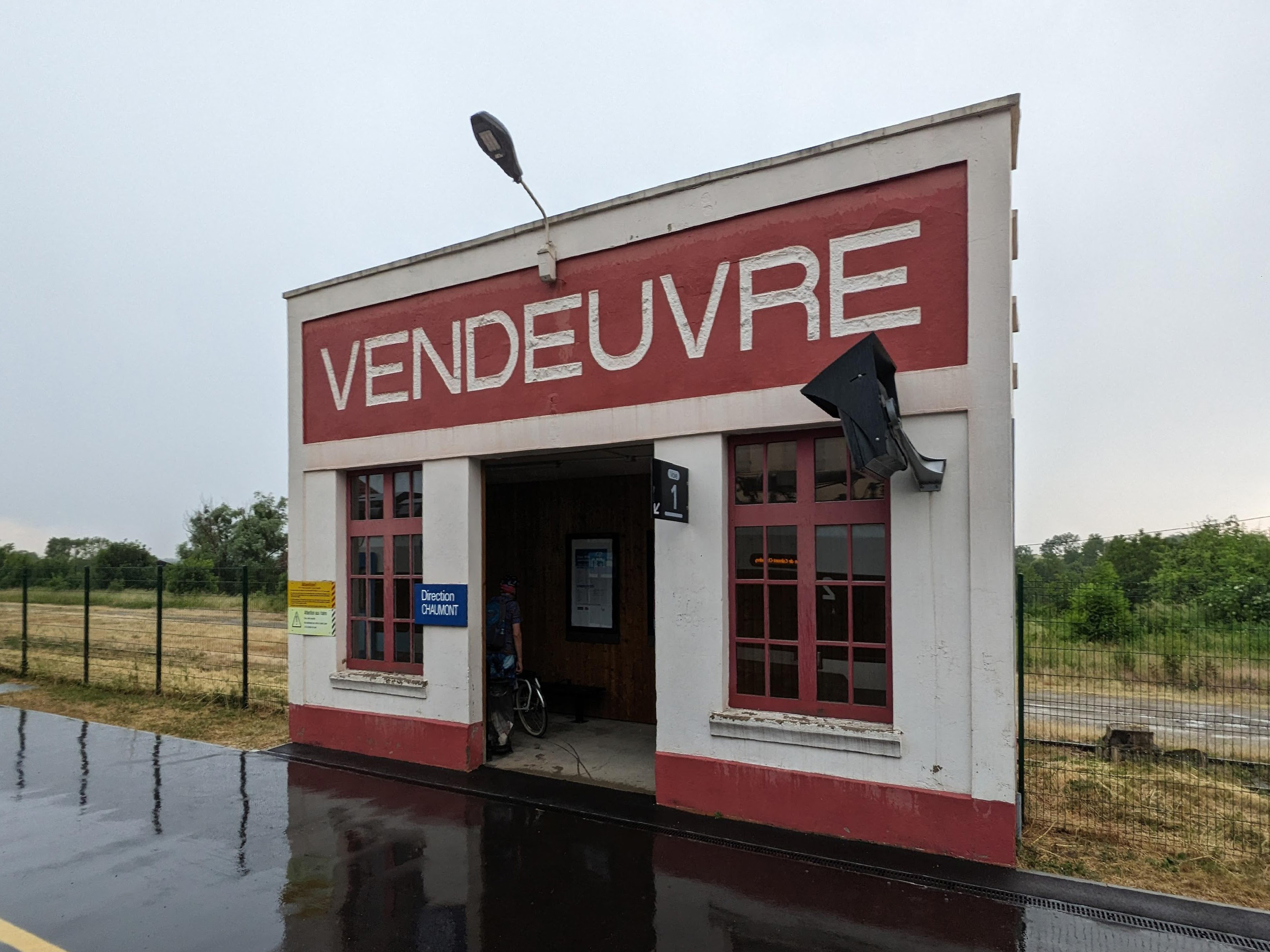
Abri gare de Vendeuvre